# Muzeum železné opony ve Valticích
Muzeum železné opony ve Valticích se nachází v budově bývalé celnice ve Valticích, nedaleko hraničního přechodu Valtice/Schrattenberg. Muzeum je členem Asociace muzeí a galerií České republiky.
Muzeum se zaobírá historií služby na státní hranici, přičemž největší důraz klade na období komunistické éry, tedy období mezi lety 1951 – 1989. Tehdy na hranici vykonávala službu Pohraniční stráž, která se měla starat o co největší neprostupnost státní hranice. Otevřeno bylo 30. dubna 2011 jak první skutečně otevřené muzeum věnované se tomuto tématu. Cílem je pokus o co nejautentičtější rekonstrukci podoby služby na hranici ve 20. století.

## Expozice
Vlastní muzeum se skládá z několika expozice:
- Četnická stanice – zachycuje situace na státních hranicích v roce 1938, kdy pohraniční museli čelit útokům Sudetských Němců
- Strážci hranic v poválečném Československu – představuje vývoj uniforem a vybavení vojáků, ale také vývoj systému ostrahy hranic v letech 1945–1989
- Stanoviště dozorčího – seznamuje s obdobím začátku existence Pohraniční stráže, tedy první roky 50. let 20. století, a s budováním železné opony
- Železná opona – rekonstrukce podoby železné opony složené, doplněné o původní sloupky
- Služebna Pohraniční stráže – připomínka posledních desetiletí existence Pohraniční stráže
- Sklep – možnost vyzkoušet si nabíjení samopalu či prohlídnout si místnost politruka